# 茨城港
茨城港（いばらきこう）は、茨城県の北部に位置し、日立市、那珂郡東海村、ひたちなか市、東茨城郡大洗町にまたがる港湾。港湾法による重要港湾、国土交通省の政策である中核国際港湾に指定されている。港湾管理者は茨城県。
2008年12月25日に日立港・常陸那珂港・大洗港の3港を統合する形で発足した。ただし、港則法ではそれぞれ別の港となり、日立港は特定港、常陸那珂港・大洗港は適用港である。関税法による開港も日立港（1967年6月1日開港）と常陸那珂港（2001年4月1日開港）は別の港となり、大洗港は不開港である。
鹿島港と双璧をなす、茨城県の重要港湾のひとつで、首都圏ニューゲートウェイ（北側）として役割を担っている。 北側ゲートウェイである茨城港は、日立港区、常陸那珂港区および大洗港区の3港区からなる港湾で、各港区を差別化して機能を分担することで、コンテナ船、RORO、フェリー、バルク、客船など、多様なニーズに対応させている。京浜港と比べ混雑が少なく、2011年（平成23年）3月には北関東自動車道が全線開通するなど陸上交通路のアクセス環境も向上しており、港への所要時間短縮による物流の効率化が見込まれている。防災面では、首都圏直下地震など大規模自然災害発生などの有事に、東京湾諸港の港湾機能を補完する役割を果たすことが期待されている。

## 港区
日立港区（北緯36度29分18.6秒 東経140度37分16.4秒 / 北緯36.488500度 東経140.621222度）
自動車・バラ貨物（バルク）等の取り扱いを基本とする港区。既存ストックを活用しつつ、新たなニーズなど多様化する物流に対応する。
常陸那珂港区（北緯36度25分53.4秒 東経140度36分50.4秒 / 北緯36.431500度 東経140.614000度）
外内貿コンテナ、国際ROROを中心に扱う港区。北関東自動車道の開通による物流拡大を受け止めるため広大な開発用地を有し、企業立地の促進、物流需要に対応する。
大洗港区（北緯36度18分28秒 東経140度34分26秒 / 北緯36.30778度 東経140.57389度）
フェリー・旅客船を中心とした物流・人流を基本とする港区。国際港湾として発展途上にあり、国内外のクルーズ船を誘致するなど茨城港のにぎわい拠点を形成する。

## 歴史
- 2008年
  - 12月25日 - 日立港・常陸那珂港・大洗港の3港を統合して発足。

## 港湾施設（日立港区）

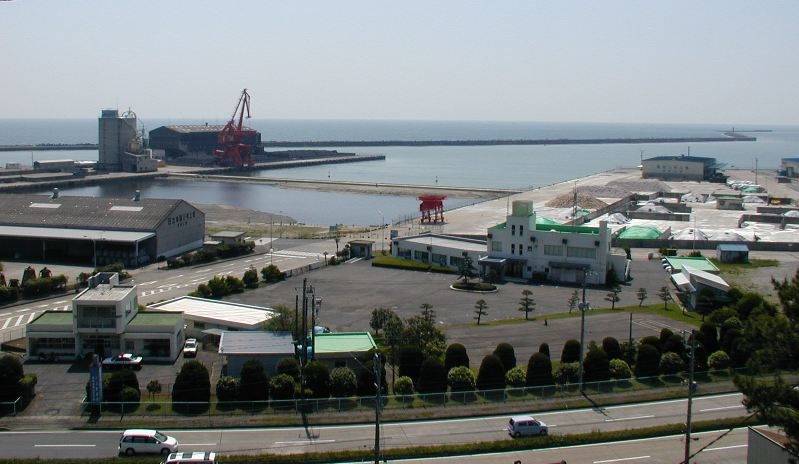
日立港区第1および第2埠頭（2006年5月）

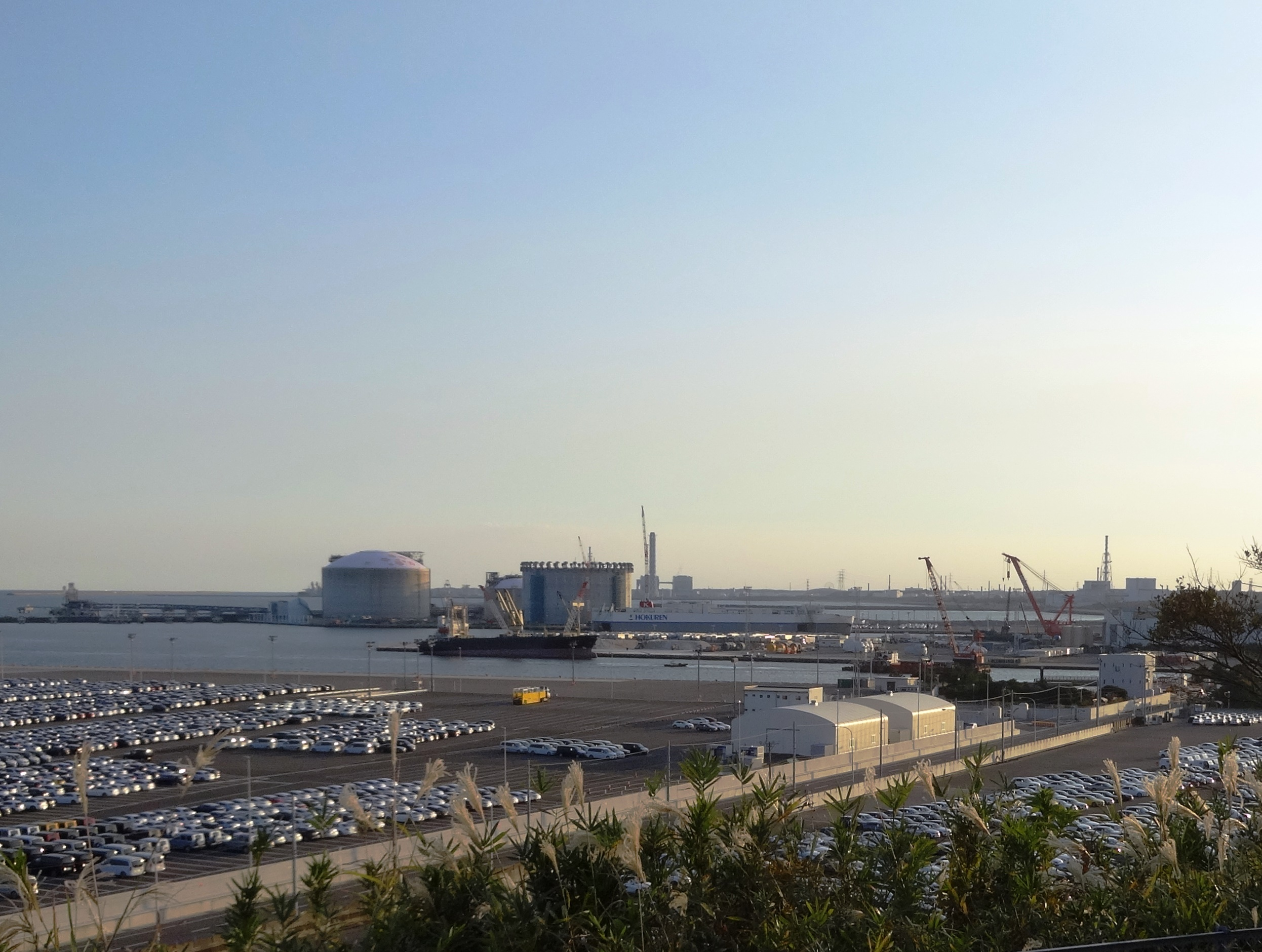
日立港区第4および第5埠頭（2019年11月）

## 港湾施設（常陸那珂港区）

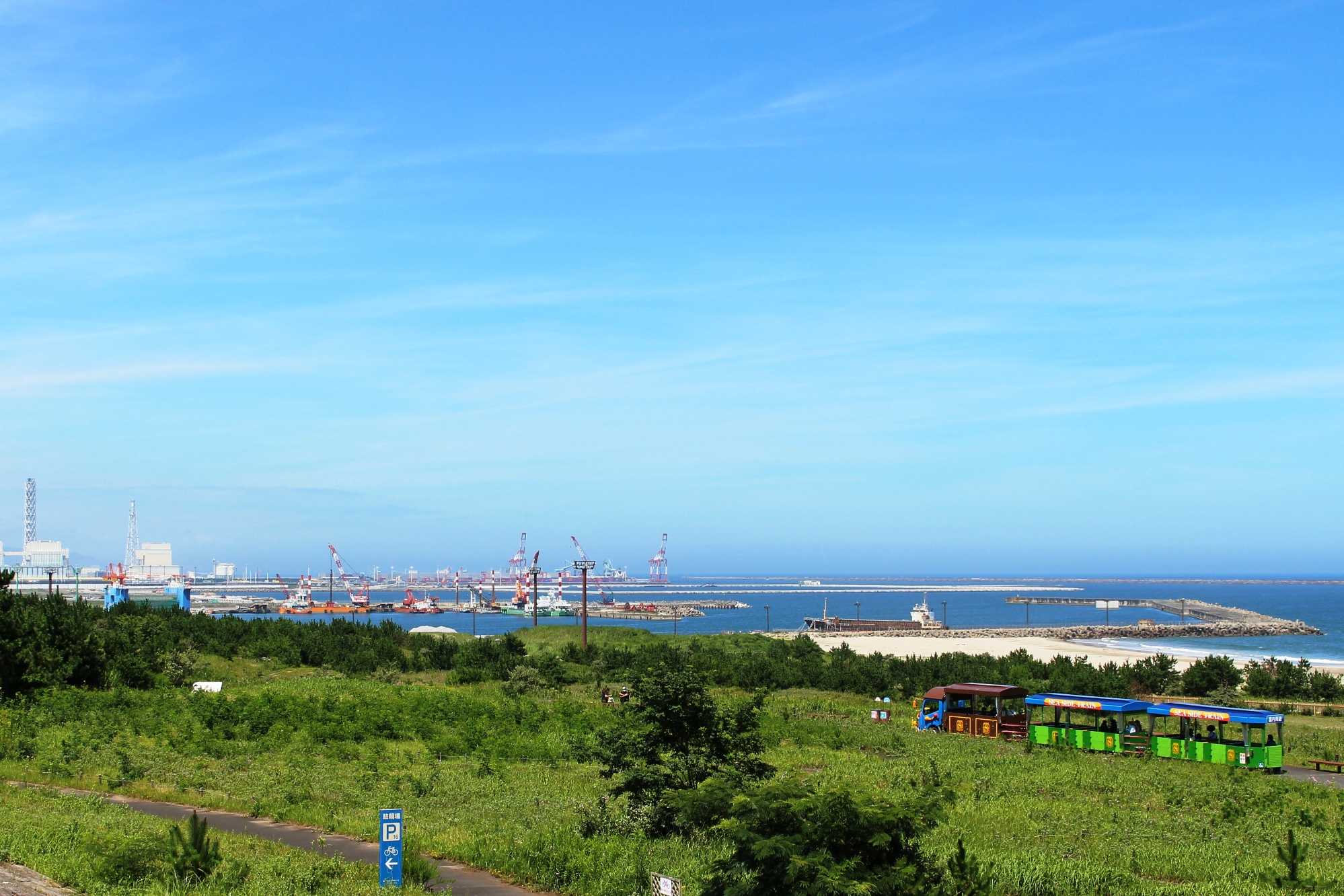
常陸那珂港区（2020年8月）

## 各種統計

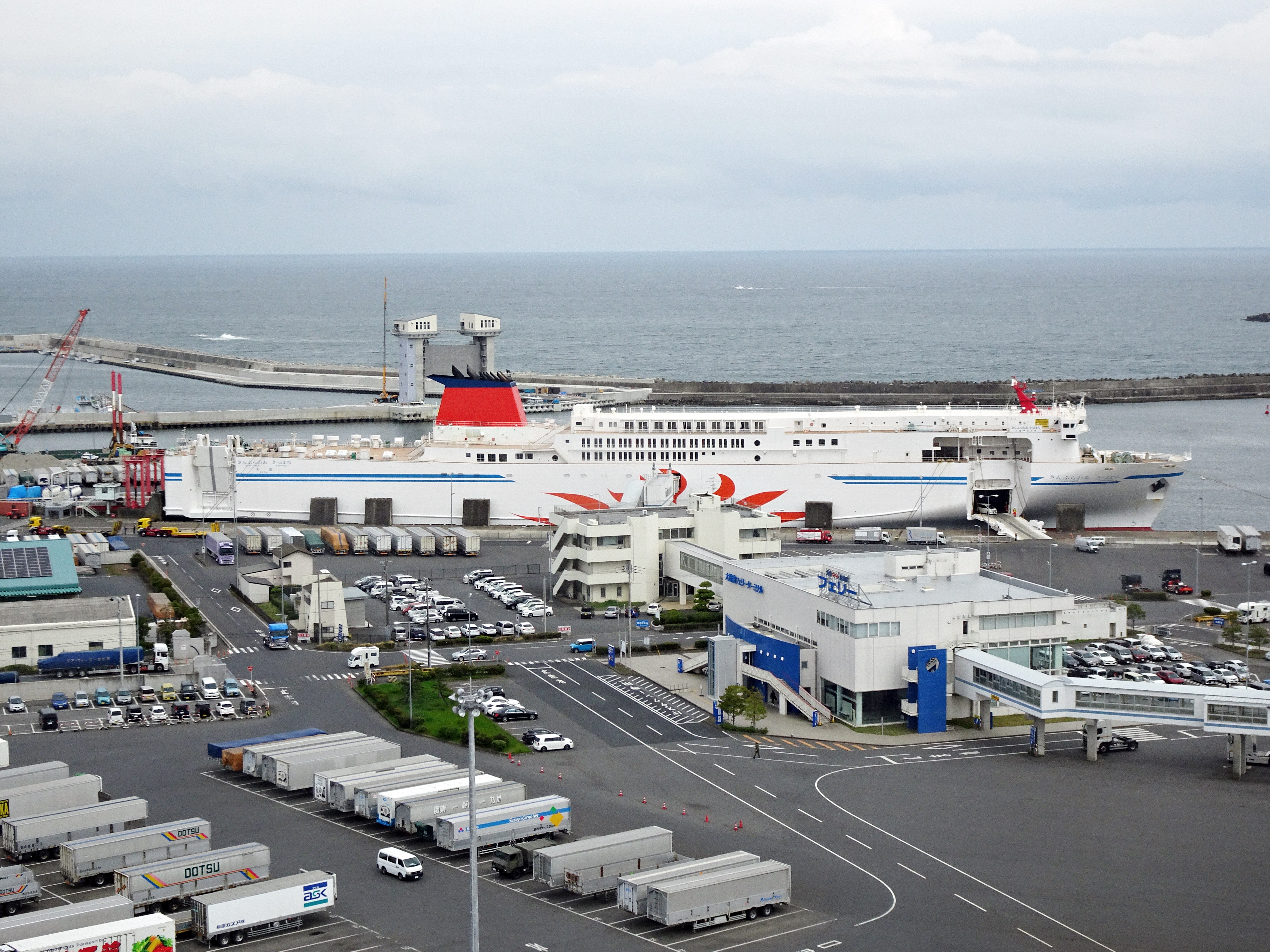
フェリー「さんふらわあ」と大洗港区

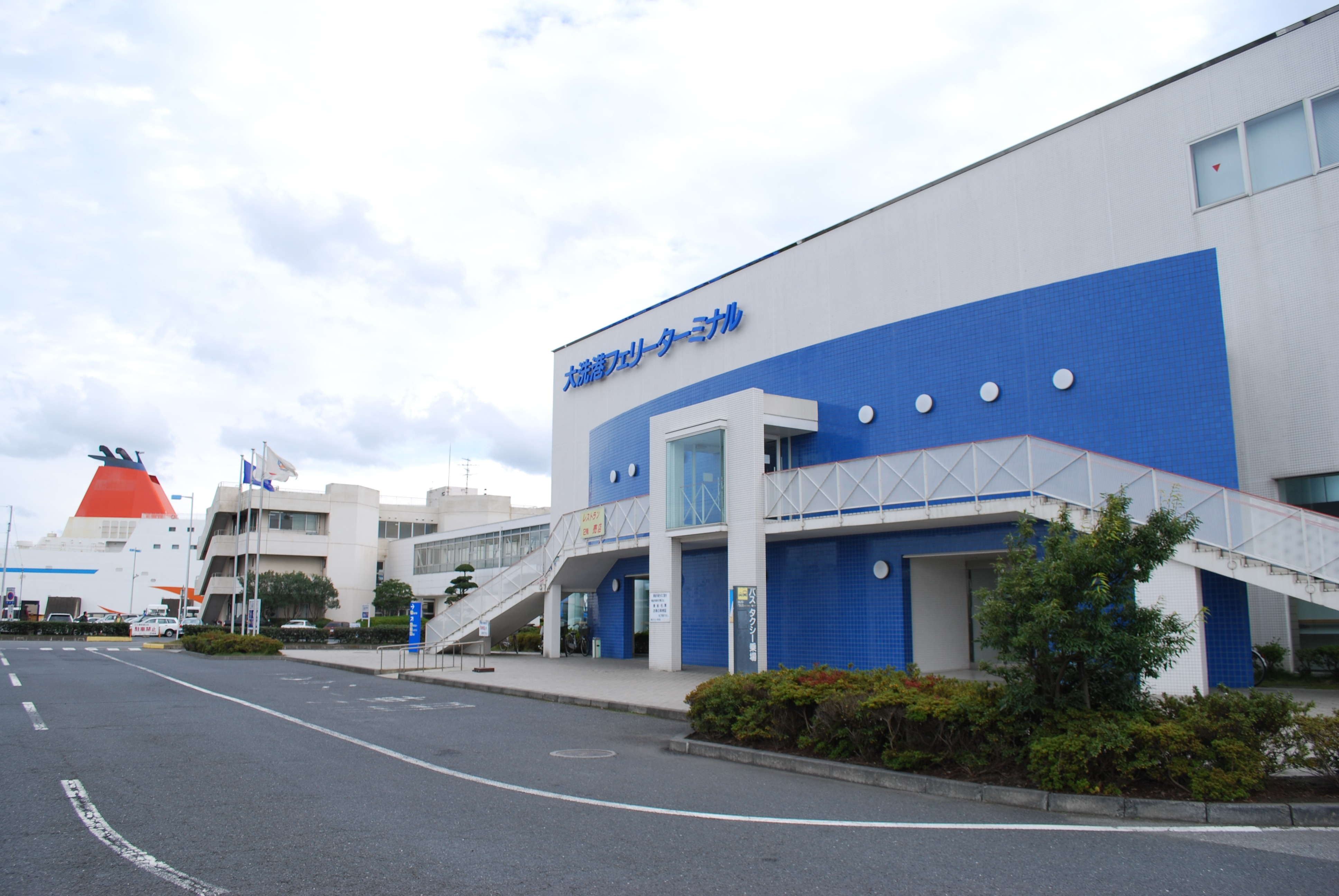
大洗港区にあるフェリーターミナル

- 入出港船舶数
- 取扱貨物量
  - 内貿貨物量（移出入）
    - 化学工業品
    - 鉱産品
    - 軽工業品
    - 特殊品
    - 農水産品
    - 雑工業品
    - 金属機械工業品

  - 外貿貨物量（輸出入）
    - 化学工業品
    - 特殊品
    - 金属機械工業品
    - 農水産品
    - 林産品
    - 雑工業品
    - 軽工業品
    - 鉱産品

  - 外貿コンテナ取扱量（個数）
    - 実入
    - 空

  - 外貿コンテナ取扱量（重量）
    - 輸入
    - 輸出
- 立地企業